# 석문면
석문면(石門面)은 대한민국 충청남도 당진시의 면이다.

## 행정 구역
- 교로리(橋路里)
- 난지도리(蘭芝島里)
- 삼봉리(三峰里)
- 삼화리(三花里)
- 장고항리(長古項里)
- 초락도리(草落島里)
- 통정리(通丁里)